# Emil Vetterlein
Emil Richard Vetterlein (* 2. Februar 1856 in Meerane; † 24. Januar 1934 in Gera) war ein deutscher Gewerkschaftsfunktionär und Politiker (SPD, USPD).

## Leben
Vetterlein war der Sohn des Webermeisters Johann David Vetterlein in Meerane und dessen Ehefrau Christiane Wilhelmine geborene Bräutigam. Er war evangelisch-lutherischer Konfession und heiratete am 6. November 1881 in Gera die Fabrikarbeiterin Anna Auguste Hillner (* 25. Januar 1858 in Köstritz; † 25. Oktober 1925 in Gera), die Tochter des Gärtners Christian Friedrich Hillner in Köstritz.
Vetterlein machte eine Weberlehre und arbeitete im erlernten Beruf. Bis 1875 war er Funktionär der Gewerkschaft der deutschen Manufaktur- und Handarbeiter. Im November 1880 wurde er aufgrund der Sozialistengesetze aus Berlin ausgewiesen. Ab 1881 betätigte er sich daher in Gera politisch, wo er 1883 die Bürgerrechte erwarb. Ab Ende der 1880er Jahre war er der führende Vertreter der Gewerkschaften und der Sozialdemokraten in Gera. 1890, 1891, 1894, 1897, 1900, 1903, 1905, 1907, 1913 und 1916 war er Teilnehmer an SPD-Reichsparteitagen. Seit 1904 war er Vorsitzender der SPD Wahlkreisorganisation im Reichstagswahlkreis Reuß jüngerer Linie. Er war Geschäftsführer und Herausgeber der SPD-Parteizeitung Reußische Tribüne.
Er spielte 1890 eine bedeutende Rolle beim Textilarbeiterstreik und war 1891 Mitbegründer des Textilarbeiterverbandes. 1891, 1908, 1910 und 1912 war er Delegierter auf Verbandstagen des Textilarbeiterverbandes und 1906 bis 1914 Vorsitzender des zentralen Verbandsausschusses.   
1917 wurde er Mitglied und Vorstandsmitglied der USPD. In der Novemberrevolution wurde er am 10. November 1918 Mitglied des Arbeiter- und Soldatenrates in Gera. Vom 1. Januar 1919 bis zum 16. Februar 1921 gehörte er dem Staatsrat des Volksstaates Reuß an. 
Zum 17. Februar 1919 wurde er für die USPD in den Landtag Reuß jüngerer Linie gewählt. Als Abgeordneter wurde er Mitglied des vereinigten Landtages des Volksstaates Reuß. Am 1. Mai 1920 schlossen sich der Volksstaat Reuß und sechs weitere thüringische Kleinstaaten zum Land Thüringen zusammen. Damit wandelte sich der Reußer Landtag in eine Gebietsvertretung. Auch dieser gehörte er an. Zum 31. März 1921 schied er aufgrund der Verkleinerung der Gebietsvertretung aus.
Vom 16. Dezember 1919 bis zum 20. Juli 1920 war er Mitglied im Volksrat von Thüringen. Zwischen dem 20. Juni 1920 bis zum 30. Juli 1921 und erneut als Nachfolger des am 22. Juni 1922 verstorbenen Arthur Drechsler war er Mitglied des Thüringer Landtags.